# Хан, Джам Камал
Джам Камал Хан (англ. Jam Kamal Khan; род. 1 января 1972, Хуздар, Белуджистан) — государственный и политический деятель Пакистана. Являлся главным министром Белуджистана до октября 2021 года. С августа 2018 года является членом Провинциального собрания Белуджистана.
С июня 2013 года по май 2018 года был членом Национального ассамблеи Пакистана и занимал должность министра энергетики в кабинете премьер-министра Наваза Шарифа с 2013 по 2017 год, а также с августа 2017 года по март 2018 года в правительстве премьер-министра Шахида Хакана Аббаси.

## Биография
Родился 1 января 1973 года в семье Джама Мохаммада Юсуфа. Один из его предков Джам Аррадин эмигрировал из Синда и поселился в Канраче во время правления императора Великих Моголов Джахангира (1569—1627). Джам Камал Хан получил степень по маркетингу в Гринвичском университете в Карачи. Принадлежит к знатному роду ханства Лас Бела и является действующим джамом Ласбелы.
Работал назимом округа Ласбела, прежде чем был избран в Национальную ассамблею Пакистана как независимый кандидат от округа «NA-270» на парламентских выборах в Пакистане в 2013 году. Получил 56 658 голосов и одержал победу над Гуламом Акбаром Ласи, кандидатом от Пакистанской народной партии. На тех же выборах баллотировался в провинциальную ассамблею Белуджистана от избирательного округа «PB-45» в качестве независимого кандидата, но безуспешно: получил 20 169 голосов и уступил место Мохаммаду Салеху Бхутани.
В июне 2013 года был назначен министром нефти и природных ресурсов Пакистана в кабинете премьер-министра Наваза Шарифа. Перестал занимать должность в июле 2017 года, когда федеральное правительство было распущено после отставки премьер-министра Наваза Шарифа из-за скандала с «Панамскими документами».
В августе 2017 года после избрания Шахида Хакана Аббаси премьер-министром Пакистана Джам Камал Хан вновь получил место в правительстве: был назначен министром по нефти, подразделением недавно созданного министерства энергетики.
В апреле 2018 года ушёл в отставку с поста министра нефти. В апреле 2018 года покинул Пакистанскую мусульманскую лигу (Н) и помог в создании Белуджистанской народной партии. В мае 2018 года был избран первым председателем этой партии.
В 2018 году был избран в провинциальную ассамблею Белуджистана в качестве кандидата от Белуджистанской народной партии от округа «PB-50» на парламентских выборах в Пакистане. После его успешного избрания Белуджистанская народная партия выдвинула его кандидатуру на должность главного министра Белуджистана. 18 августа 2018 года был избран главным министром Белуджистана: получил 39 голосов, а его оппонент Мир Юнус Азиз Зехри получил 20 голосов. В тот же день был приведен к присяге в качестве 16-го главного министра Белуджистана.
После вступления в должность главного министра сформировал кабинет из 10 человек. Из 10 членов кабинета, приведенных к присяге 27 августа 2018 года, 9 стали министрами провинций и 1 стал советником. Ещё два провинциальных министра была приведена к присяге 8 сентября 2018 года, увеличив размер кабинета до 12. В тот же день он назначил ещё трёх советников.

## Примечание
1. ↑  Detail Information (19 апреля 2014). Дата обращения: 11 июля 2017. Архивировано 19 апреля 2014 года.
2. ↑  Jam Kamal Khan. World Economic Forum. Дата обращения: 18 августа 2018. Архивировано 18 августа 2018 года.
3. ↑  37th Jam of Lasbela Coronation. The Express Tribune (16 февраля 2013). Дата обращения: 4 июля 2014. Архивировано 14 июля 2014 года.
4. ↑  Nazim Lasbela District. The News (16 ноября 2007). Дата обращения: 4 июля 2014. Архивировано 14 июля 2014 года.
5. 1 2  President accepts Petroleum Minister Jam Kamal Khan's resignation. Pakistan Today. 3 апреля 2018. Архивировано 3 апреля 2018. Дата обращения: 3 апреля 2018.
6. ↑  2013 election result. ECP. Дата обращения: 3 апреля 2018. Архивировано из оригинала 1 февраля 2018 года.
7. ↑  Sworn in as Minter of State. The Nation (7 июня 2013). Дата обращения: 4 июля 2014. Архивировано 10 февраля 2014 года.
8. ↑  PM Nawaz Sharif steps down; federal cabinet stands dissolved. Daily Pakistan Global. Архивировано 28 июля 2017. Дата обращения: 28 июля 2017.
9. ↑  A 43-member new cabinet sworn in. Associated Press Of Pakistan. 4 августа 2017. Архивировано из оригинала 4 августа 2017. Дата обращения: 4 августа 2017.
10. ↑  PM Khaqan Abbasi's 43-member cabinet takes oath today. Pakistan Today. 4 августа 2017. Архивировано 25 декабря 2018. Дата обращения: 4 августа 2017.
11. ↑  Portfolios of Federal Ministers, Ministers of State announced. Radio Pakistan. 5 августа 2017. Архивировано 5 августа 2017. Дата обращения: 5 августа 2017.
12. ↑  Portfolios of federal, state ministers. www.thenews.com.pk (англ.). Архивировано 5 августа 2017. Дата обращения: 5 августа 2017.
13. ↑  Hussain, Javed (5 апреля 2018). Magsi, Kamal, Domki quit PML-N, set to join newly-formed BAP. DAWN.COM. Архивировано 23 февраля 2021. Дата обращения: 19 августа 2018.
14. 1 2  Shah, Syed Ali (19 августа 2018). Jam Kamal Khan sworn in as Balochistan's 16th chief minister. DAWN.COM. Архивировано 22 ноября 2018. Дата обращения: 19 августа 2018.
15. ↑  Jam Mir Kamal gets elected BAP chief, urges unity for Balochistan's rights. DAWN.COM. 17 мая 2018. Архивировано 5 апреля 2020. Дата обращения: 17 мая 2018.
16. ↑  BAP's Jam Kamal Khan wins PB-50 election. Associated Press Of Pakistan. 26 июля 2018. Архивировано 13 сентября 2018. Дата обращения: 18 августа 2018.
17. ↑  Shah, Syed Ali (1 августа 2018). BAP nominates Jam Kamal for Balochistan chief minister slot. DAWN.COM. Архивировано 25 сентября 2020. Дата обращения: 18 августа 2018.
18. ↑  Shah, Syed Ali (18 августа 2018). Balochistan Assembly: Jam Kamal voted in as 16th chief minister. DAWN.COM. Архивировано 9 ноября 2019. Дата обращения: 18 августа 2018.
19. ↑  BAP's Jam Kamal elected Balochistan chief minister | The Express Tribune. The Express Tribune. 18 августа 2018. Архивировано 20 мая 2020. Дата обращения: 18 августа 2018.
20. ↑  Nine ministers, one adviser sworn into Balochistan cabinet | The Express Tribune. The Express Tribune. 28 августа 2018. Архивировано 28 декабря 2018. Дата обращения: 14 сентября 2018.
21. ↑  Balochistan cabinet swells to 12 as two new ministers take oath. www.pakistantoday.com.pk. 8 сентября 2018. Архивировано 14 сентября 2018. Дата обращения: 14 сентября 2018.
22. ↑  Three MPAs appointed as Balochistan CM's advisers | The Express Tribune. The Express Tribune. 8 сентября 2018. Архивировано 5 марта 2019. Дата обращения: 14 сентября 2018.